# USS Charles F. Hughes (DD-428)
USS Charles F. Hughes (DD-428) (Корабль Соединённых Штатов «Чарльз Хьюз») — американский эсминец типа «Бенсон».
Заложен на верфи Puget Sound Navy Yard в Бремертоне 3 января 1938 года. Спущен 16 мая 1940 года, вступил в строй 5 сентября 1940 года.
Выведен в резерв 18 марта 1946 года. 26 марта 1969 года потоплен как цель артиллерийским огнём близ Вирджинии. Из ВМС США исключён 1 июня 1969 года.